# Русско-польская война (1609—1618)
Русско-польская война 1609—1618 годов, известная также как Польско-литовская интервенция — вооружённый конфликт между Русским царством и Речью Посполитой, в ходе которого польско-литовскими войсками на два года (с 1610 по 1612) была занята Москва. 
Польско-литовская интервенция одно из основных событий Смутного времени. Отдельные польские магнаты участвовали в событиях в России первоначально под предлогом оказания помощи Лжедмитрию I и Лжедмитрию II (в 1605 году и 1607—1609 годах). 
Официально Речь Посполитая в лице короля Сигизмунда III вступила в войну с Русским царством после заключения царём Василием Шуйским союза со Шведским королевством, находящемся в состоянии войны с Речью Посполитой (см. Выборгский трактат 1609 года). Союзное русско-шведское войско было разгромлено польскими войсками в Клушинском сражении.
В 1612 году Второе народное ополчение освободило Москву от интервентов, однако война полыхала до 1618 года, когда польские и казацкие формирования разорили южные области Русского государства и без успеха осаждали Москву. Война завершилась подписанием Деулинского перемирия, по которому к Речи Посполитой отошли Смоленская, Стародубская и Черниговская земли.

## Начало русско-польской войны
В октябре 1604 года с территории Речи Посполитой  в пределы России вторглось войско Лжедмитрия I. Лжедмитрий выдавал себя за московского царевича, а значительную часть его войска составляли казаки. Лишь польские магнаты Мнишеки поддержали самозванца. Успехам Лжедмитрий был обязан не регулярному польскому войску, а непопулярности русского царя Бориса Годунова. В мае, после смерти Бориса Годунова, Дмитрию присягнуло войско, стоявшее под Кромами. Он отправил его на Москву во главе с князем Василием Голициным, а сам поехал в Тулу. Убедившись в поддержке дворян и народа — двинулся в столицу. 1 июня 1605 года в результате переворота был свергнут пятнадцатилетний царь  Фёдор II Борисович. 10 июня он был убит, а спустя 10 дней Дмитрий торжественно въехал в Кремль. 18 июля Лжедмитрия признала своим родным сыном царица Мария — вдова Ивана Грозного и мать настоящего царевича Дмитрия. 30 июля состоялось венчание на царство. Менее чем через год, 17 мая 1606 года Лжедмитрий был убит в результате переворота, а находившиеся с ним в Москве поляки частью перебиты, частью взяты под стражу и разосланы по городам. Царём стал Василий Шуйский, легитимность которого, однако, не признавало значительное число населения, ожидавшего нового пришествия «истинного царя».
В 1607 году в Стародубе явился новый самозванец — Лжедмитрий II, выдававший себя за чудом спасшегося во второй раз царя Дмитрия. К нему немедленно пристало значительное количество польских «рокошан» — повстанцев-конфедератов, проигравших затеянное ими восстание против Сигизмунда III («Рокош Зебжидовского»). Самыми выдающимися из них были князь Роман Рожинский, ставший фактически командующим войска самозванца, Александр Лисовский, Адам Вишневецкий; затем к ним присоединился и усвятский староста Ян Пётр Сапега, во время Рокоша сражавшийся на стороне короля. Донских казаков возглавлял галичанин Иван Заруцкий. Самозванец двинулся на север, 30 апреля — 1 мая 1608 года разбил под Болховом войска Шуйского и осадил Москву, устроив под Тушиным свой лагерь (см. Тушинский лагерь), от которого позже получил прозвище "Тушинский вор".
Шуйский попытался урегулировать ситуацию, заключив мирный договор с Сигизмундом (26 июля), по которому отпускал всех поляков, взятых в плен после майских событий; Сигизмунд, в свою очередь, обязался отозвать из-под Тушина своих подданных (чего он выполнить и не мог). Поляки были отпущены, и среди них Марина Мнишек, которая была доставлена в Тушинский лагерь и немедленно «признала» в самозванце своего мужа. Значительная часть России оказалась под властью тушинцев, в осаждённой Москве начался голод. В такой ситуации Шуйский призвал на помощь против поляков шведов — 28 февраля 1609 года его племянник Михаил Васильевич Скопин-Шуйский заключил договор в Выборге, по которому шведы обязались поставить войско против Самозванца, а Шуйский — отдать шведам Корельский уезд, заключить с ними союз против Польши и помочь шведам в отвоевании у поляков Ливонии. Русско-шведское войско Скопина-Шуйского нанесло ряд поражений тушинцам, освободив от них северо-запад и север России.

## Оборона Смоленска (1609—1611)
Со своей стороны король Польши Сигизмунд III , воюющий с Швецией в этот момент за свои нарушенные права на шведский престол, выдвинул направленный против Лжедмитрия II русско-шведский союз в качестве casus belli — повода к войне и в сентябре 1609 г., надеясь без особого труда овладеть погрязшей в смуте Россией, осадил Смоленск, в котором защищался воевода Шеин с 4-тысячным гарнизоном. Вторжение Сигизмунда и его требование к тушинским полякам оставить самозванца и идти на помощь королю вызвало кризис в тушинском лагере. Тушинские поляки, сначала воспринявшие требование Сигизмунда крайне враждебно и даже требовавшие у короля покинуть Россию, которую они уже считали своей, в конце концов в большинстве своем решили соединиться с королём. Самозванец бежал в Калугу, где к нему присоединились казаки, татары и даже часть поляков. Также в Калугу бежал и касимовский хан Ураз-Мухаммед, союзник Лжедмитрия, после того, как его столицу осадили русские войска, где он после и был убит крестившимся в православие татарином Петром Урусовым. Остальные во главе с Рожинским ушли в Волоколамск, сжегши Тушино. Тушинские русские во главе с Михаилом Салтыковым, оказавшись в безвыходном положении, в свою очередь выдвинули идею призвания на царство сына Сигизмунда, польского королевича Владислава Жигимонтовича, которому было в то время 15 лет, при условии его крещения в православную веру — о чём и было достигнуто соглашение с Сигизмундом под Смоленском.

## Клушинская битва и оккупация поляками Москвы (1610)

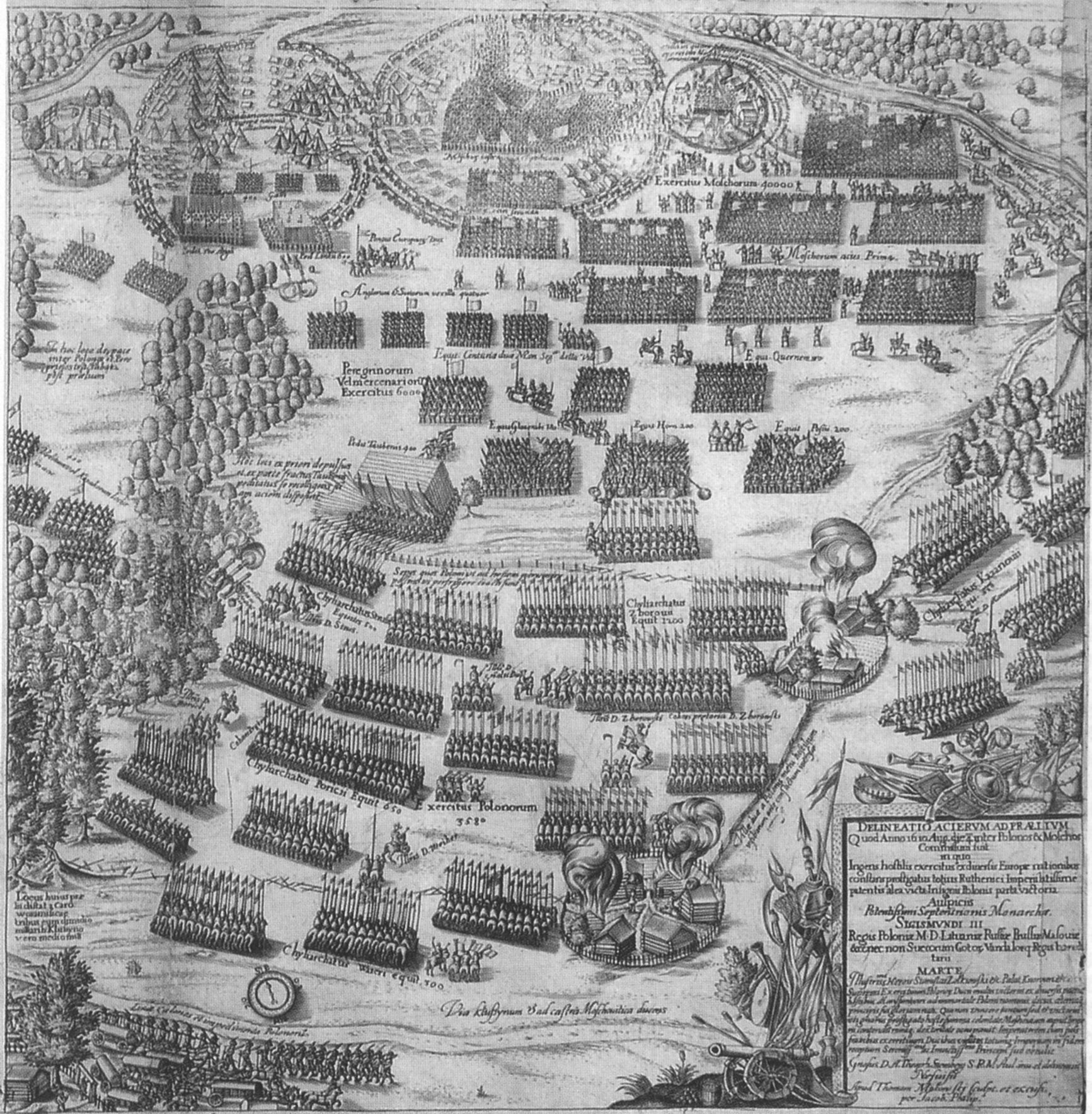
Схема Битвы при Клушине 24 июня/4 июля 1610 года.

Между тем русско-шведское войско Скопина-Шуйского торжественно вступило в Москву, готовясь двинуться на выручку Смоленску; но молодой полководец неожиданно умер, и во главе войска был поставлен малоталантливый брат царя, Дмитрий Шуйский. Выступив к Смоленску, он был по пути атакован и разбит у деревни Клушино польскими формированиями польного гетмана коронного Жолкевского, главным образом вследствие измены наёмных шведов Делагарди, которым он отказался выплатить жалованье, и дурного предводительства плохо обученным ополчением (4 июля 1610 г.).

## Коллапс русской государственности
После этого Станислав Жолкевский двинулся к Москве, где возмущенный народ во главе с Захарием Ляпуновым сверг и заточил в монастырь Шуйского, после чего городом стала править так называемая Семибоярщина. Фактически её власть не распространялась за пределы Москвы: на западе от Москвы, в Хорошёве, встали поляки во главе с Жолкевским, а на юго-востоке, в Коломенском — вернувшийся из-под Калуги Лжедмитрий II, с которым был и польский отряд Сапеги. Лжедмитрия бояре особенно боялись, потому что он имел в Москве множество сторонников и был по крайней мере популярнее, чем они.
В результате было решено договориться с поляками и пригласить на престол польского королевича Владислава на условиях его перехода в православие, как о том уже было договорено между Сигизмундом и тушинской делегацией. 17 (27) августа 1610 г. был подписан соответствующий договор между боярами и гетманом Жолкевским, и Москва целовала крест Владиславу, а к королю под Смоленск было направлено посольство во главе с князем Василием Голицыным для выработки условий воцарения Владислава и мирного договора с Польшей. Однако, опасаясь Самозванца, бояре пошли далее и в ночь на 21 сентября впустили поляков в Кремль.

Однако ж все почти города, как только услышали, что в Москве присягали Королевичу, с рвением присягали таким же образом, как и в столице, именно: Новгород Великий, Чаранда, Устюг, Переяславль Рязанский, Ярославль, Вологда, Бело-озеро (Белозерск), Силийские города (замки), и весь тот тракт к Архангельскому порту и к Ледовитому морю, также вся Рязанская земля до Нижнего Новгорода, находящегося при соединении рек Волги и Оки, также города, державшие сторону обманщика, Коломна, Тула, Серпухов и все прочие, кроме Пскова, который колебался, и некоторых Северских городов, которые ещё признавали обманщика за Царя, и за то были весьма тревожены Запорожскими казаками. Из Казани и Астрахани, по причине отдаленности, ещё не было вестей о том, довольны ли они сим поступком. Но во всех прочих близких областях, как выше было упомянуто, от Великих Лук, от Торопца и других городов весьма были довольны, что им, как они говорили, Господь Бог дал Государем Королевича Владислава.— Рукопись Жолкевского
Смоленск также был взят, после 1,5-годичной осады, вследствие измены перебежчика, указавшего врагу слабое место в стене. Полному опустошению подвергся Чернигов. Посольство, не сумевшее ни о чём договориться (так как Сигизмунд не желал ни отпускать сына в Москву, ни отказываться от Смоленска), в конце концов было арестовано королём. Фактически поляки стали править Россией по праву завоевателей, и Сигизмунд посылал отряды для занятия городов. В такой ситуации началось движение за изгнание поляков, объединившее как бывших «тушинцев», так и бывших сторонников Шуйского.

## Польские войска в Москве

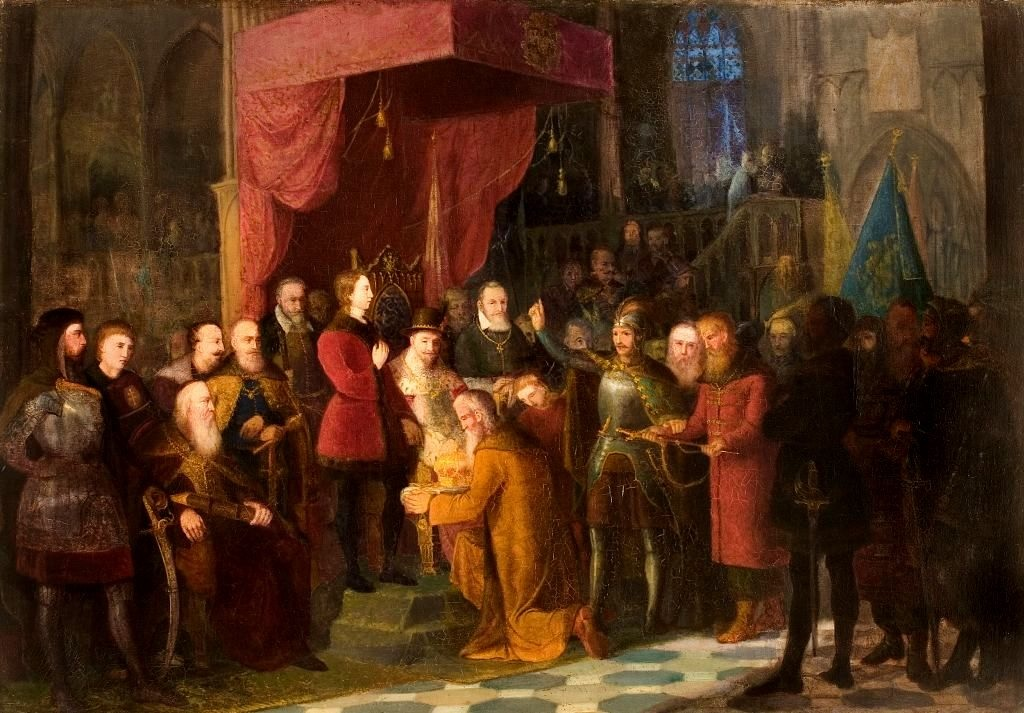
Цари Шуйские перед Сигизмундом III. Картина Яна Матейко

В начале августа Жолкевский встал лагерем с запада от Москвы. По требованию короля для поддержания порядка в столице до прибытия в Москву королевича Владислава он в октябре-ноябре 1610 года без боя ввёл свои войска в Москву. Через несколько месяцев Жолкевский отбыл в Смоленск. Во главе московского гарнизона был оставлен Александр Гонсевский.

### Московское восстание 1611 года
В 1611 г. было сформировано Первое ополчение, с ядром из тушинских казаков и рязанских дворян, под предводительством Дмитрия Трубецкого, Ивана Заруцкого и Прокопия Ляпунова. Оно двинулось к Москве, где в свою очередь вспыхнуло восстание, важную роль в котором играл князь Дмитрий Пожарский. Восстание было подавлено; вскоре после этого ополченцы взяли Китай-город, но внутренняя рознь между казаками и дворянами, завершившаяся убийством Ляпунова, привела к бегству дворян и фактическому распаду ополчения.

### Второе народное ополчение 1612 года
В этой ситуации в Нижнем Новгороде формируется Второе ополчение во главе с Пожарским. В августе оно появилось у стен Москвы, где по-прежнему стояли казаки Трубецкого и Заруцкого. 22 и 24 августа 1612 были разбиты польские подкрепления, шедшие к Москве под начальством великого гетмана литовского Ходкевича, который вынужден был отступить по смоленской дороге. Последствием победы Пожарского была сдача в плен поляков, находившихся в Кремле. Новое движение поляков во главе с королём Сигизмундом III и титулярным русским царём Владиславом к Москве было остановлено обороной Волоколамска в декабре 1612 года.

## Осада Смоленска (1613—1617)
После избрания на царство Михаила Романова 21 февраля 1613 года поход на Смоленск, по решению Земского собора, стал первой военной операцией возрождённой русской армии на завершающем этапе войны. Собранная для похода на Смоленск армия в середине 1613 года по списку насчитывала 12 250 человек. Русские войска без боя заняли Вязьму (7 июля 1613 года) и Дорогобуж. Большим успехом стало взятие Белой, которая представляла по настоящему важный форпост на литовском рубеже. Перспектива трудной осады, вид большой русской армии и щедрые посулы заставили наемников сдать город, причем они сделали это, несмотря на активное сопротивление литовского гарнизона. После сдачи города, часть наёмников (преимущественно состоящая из шотландцев и ирландцев) перешла на русскую службу. После этих успехов войско подошло к главной цели своего похода — Смоленску. Русские воеводы большие надежды возлагали на сдачу города, подобно Белой. О том, что ставка делалась на капитуляцию, а не штурм крепости, говорят и действия русского войска. За все время осады не было предпринято ни одной попытки штурма или подкопа, под Смоленск вообще не посылалась мощная и многочисленная русская осадная артиллерия. Действия осадного войска ограничились постройкой укреплённых острожков и возведением засек на всех дорогах, ведущих в Литву.
В середине 1614 года успехи сменились неудачами. Несколько поражений в незначительных стычках не привели к отходу русских войск, однако вскоре литовцам удалось прорвать блокаду и перебросить в Смоленск подкрепления и припасы. Шанс быстро вернуть Смоленск был упущен, и началась долгая осада города. Поляки и литовцы поначалу не могли предпринять активных действий против осадной армии. В 1615 г. в районе Смоленска продолжались небольшие стычки, перемежавшиеся с переговорами. Несмотря на частные успехи, в целом осада не давала результатов. Литовским отрядам ещё дважды удавалось прорваться в крепость и провести обозы. Положение армии осаждающих было довольно тяжелым.
Во второй половине 1616 года литовцы в свою очередь приступили к более активным действиям. Велижский староста Александр Гонсевский, собрав наличные силы, перешел русский рубеж и расположился лагерем недалеко от Смоленска. В ноябре отряд Гонсевского (до 2000 чел.) совершил манёвр и встал лагерем между Дорогобужем и Смоленском, в селе Твердилицы, прервав тем самым снабжение осадной армии по Большой Московской дороге. Для борьбы с литовцами в январе 1617 года начала снаряжаться новая армия во главе с князем Юрием Сулешевым и стольником Семёном Прозоровским. Однако воеводы вновь мешкали, не нападая на явно уступающее им войско Гонсевского. В мае 1617 года, в связи подходом на помощь Гонсевскому «лисовчиков» во главе с новым полковником Станиславом Чаплинским, русское осадное войско было вынуждено покинуть осадные острожки под Смоленском.

## Рейд Лисовского (1615)
В 1615 году польско-литовская лёгкая кавалерия под командованием Александра Лисовского совершила поход в глубь территории России, описав большую петлю вокруг Москвы, после чего вернулась в земли Речи Посполитой. Всего в рейде участвовало до 1 200 — 2 000 человек. В ходе рейда произошёл орловский бой, где против отрядов интервентов под Орлом вступили в схватку дружины второго народного ополчения под предводительством князя Пожарского.

## Поход Владислава (1617—1618)
В конце 1616 года король Сигизмунд III принял решение ещё раз попытаться захватить Москву. Поход был представлен как выступление законного царя Владислава Вазы против «узурпатора» Романова. В походе должны были принять участие коронные войска во главе с Владиславом (6000 чел.) и литовские под командованием великого гетмана Яна Кароля Ходкевича (6 500 чел). Первыми выступили литовские войска, и уже в мае 1617 года русское осадное войско было вынуждено покинуть острожки под Смоленском и отойти по направлению к Белой. Владислав выступил из Варшавы 5 апреля 1617 года, но только в сентябре 1617 года прибыл в Смоленск. 1 (11) октября воевода Дорогобужа Иванис Ададуров перешёл на сторону Владислава. Весть о сдаче города привела к настоящей панике в русском войске под Вязьмой, и 8 (18) октября крепость была без боя занята интервентами.
Однако на этом быстрые успехи завершились. Зимой 1617—1618 гг. русское правительство стянуло на западное направление почти все наличные силы под командованием воевод Бориса Лыкова, Дмитрия Черкасского и Дмитрия Пожарского (16 500 чел.). Несмотря на то, что благодаря подкреплениям войско Владислава и Ходкевича выросло до 18 000 чел., в районе Можайска ему было оказано серьёзное сопротивление. Можайское сражение продолжалось всё лето 1618 года. Несмотря на то, что русским войскам в итоге пришлось отступить, польско-литовское войско потеряло время и было сильно ослаблено из-за того, что шляхта массово покидала лагерь по причине неуплаты жалованья. В итоге к Москве подошло лишь около 8 000 чел.
Одной из причин отступления русских войск стало вторжение запорожских казаков во главе с гетманом Петром Сагайдачным. Казаки, воспользовавшись отсутствием крупных правительственных сил, легко продвинулись с юго-запада к Москве, по пути захватив Ливны, Елец и ряд небольших крепостей. В конце сентября польско-литовское и запорожское войско встретились у стен Москвы. Не имея времени на длительную осаду, Ходкевич 1 октября 1618 года предпринял штурм Москвы, который был отбит. После неудачи поляки и литовцы разместились в районе Троице-Сергиевой лавры, а казаки — в районе Калуги. Не имея возможности изгнать врагов со своей территории, русское правительство пошло на заключение невыгодного Деулинского перемирия на 14,5 лет, по которому Речи Посполитой были уступлены Смоленская, Черниговская и Северская области.